# Procecidochares blantoni
Procecidochares blantoni är en tvåvingeart som beskrevs av Erich Martin Hering 1940. Procecidochares blantoni ingår i släktet Procecidochares och familjen borrflugor. Inga underarter finns listade i Catalogue of Life.